# ArcGIS
ArcGIS for Desktop, neboli desktopová verze systému ArcGIS od firmy Esri. Je dostupná ve třech úrovních licencí. Zásadním kritériem pro rozhodnutí o úrovni licence je způsob uložení pasportních dat a úroveň jejich editace a správy.

## Typy produktů
dle správy a úrovně editace
- ArcView je základním produktem firmy Esri a umožňuje běžné i pokročilé editace vektorových dat nad polohopisnými podklady ve standardních formátech bez využití serverové databáze. Pro většinu případů je více než dostatečným nástrojem pro tvorbu a správu prostorových dat na samostatném pracovišti.
- ArcEditor poskytuje navíc zejména editaci dat uložených v SDE – relační databáze uložené na databázových serverech typu Oracle, Microsoft SQL atd. Rozšíření v ArcInfo umožňuje pokročilou správu relačních databázi, například tvorbu nových databází a dat a kompletní sadu nástrojů pro pokročilé analýzy dat.

### Aplikace
- ArcMap je centrální aplikace v ArcGIS Desktop, použitelná pro všechny mapově orientované úlohy, včetně prostorových analýz, editace dat a tvorby kartografických výstupů.
- ArcCatalog pomáhá organizovat a spravovat všechna data. Obsahuje nástroje pro vyhledávání a prohlížení geografických datových sad, tvorbu a prohlížení metadat a pro vytváření schématu struktury geografických vrstev.
- ArcToolbox je aplikace obsahující nástroje pro konverzi dat, transformaci mezi souřadnicovými systémy a nástroje pro prostorovou analýzu (geoprocessing). Data, mapy, symboly, uživatelské nástroje, výstupní sestavy a metadata lze vzájemně sdílet a předávat mezi produkty ArcGIS Desktop a v rámci nich mezi aplikacemi ArcMap, ArcCatalog a ArcToolbox.
- ArcGIS Explorer je volně dostupný prohlížeč geoprostorových dat. Nabízí snadnou cestu, jak zdarma a rychle prohlížet geografické informace jak ve 2D, tak i ve 3D, a navíc obsahuje možnost provádět nad zobrazenými daty dotazy a analytické úlohy. ArcGIS Explorer umožňuje přistupovat k aplikacím pro zpracování prostorových dat (geoprocessing) založeným na serveru s datovými sadami GIS a zpřístupňuje veškeré možnosti, které nabízí ArcGIS Server včetně geoprocessingu a 3D služeb. ArcGIS Explorer je otevřenou a interoperabilní aplikací – dokáže pracovat jak s lokálními datovými vrstvami, tak i se službami zpřístupněnými pomocí ArcIMS, ArcWeb Services, WMS konsorcia, OGC či KML.
- ArcGIS for Server tato platforma nabízí serverové řešení pro GIS, a to převážně pro tvorbu víceuživatelských, centrálně spravovaných aplikací, která přináší do oblasti serverů schopnosti dříve dostupné pouze prostřednictvím ArcGIS Desktop. S jeho použitím lze budovat webové aplikace či webové služby zajišťující plnou funkcionalitu GIS, jako například prostorovou analýzu dat a jejich správu. K dispozici jsou též některé vybrané extenze. Klientem může být webový prohlížeč ať už na PC či mobilním zařízení nebo klasická desktopová aplikace. Použití standardních vývojových prostředí a protokolů umožňuje integraci GIS do stávajících informačních systémů a díky podpoře Javy zde není omezení pouze na prostředí Microsoft Windows. Důležité je[zdroj⁠?!], že zpracování neprobíhá v počítači klienta, ale na serveru, což přináší nové možnosti při využití tzv.tenkých klientů, kdy uživatel nemusí být specialista na GIS, ale přesto mu je umožněno pracovat s prostorovými daty, získávat jednoduše výsledky např. složitých analýz s minimálními nároky na hardware. Rozsáhlá funkcionalita a schopnost zpracovávat velké objemy dat, stejně tak jako používání standardních technologií, dělají z ArcGIS Serveru ideální prostředí pro poskytování schopností GIS vzdáleným uživatelům[zdroj⁠?!]. Navíc nižší náklady a rozšiřitelnost umožňují tvorbu aplikací s dobrou návratností investic[zdroj⁠?!].

#### Výhody aplikace ArcGIS Server
- umožňuje snadnou konfiguraci webových aplikací
- podporuje klienty ArcGIS Desktop a ArcGIS Explorer, jeho součástí je předpřipravená webová mapová aplikace, kterou je možné jakkoli upravovat
- poskytuje úplnou sadu služeb GIS: mapové služby (2D a 3D), geodatové služby, služby geoprocesingu, geokódovací služby, služby podporující SOAP, WMS (konsorcium OpenGeospatial) a KML, pomocí kterých lze publikovat data i např. do CAD systémů typu MicroStation,
- poskytuje nástroje pro správu a administraci, které umožňují konfigurovat, publikovat a optimalizovat chod serveru GIS,
- poskytuje kompletní vývojářské nástroje pro .NET a Java,
- poskytuje kompletní ADF (Application Developer Framework) pro mobilní klienty (ArcGIS Mobile).